# Vinohrady nad Váhom
Vinohrady nad Váhom (maďarsky Szentharaszt) jsou obec na Slovensku v okrese Galanta.
Zoborská listina připomíná existenci obce již v roce 1113. Její svahy s jihozápadním sklonem jsou osázeny révou.
Obec se celým svým územím rozprostírá na ploše 1070 ha. Leží v Podunajské nížině nedaleko Seredě, na západním okraji Nitranské pahorkatiny.
Minulost obce je poměrně skromná. Mnohé její osudy jsou úzce spjaty s nedalekou Šintavou. Historickým faktem však zůstává, že obec vznikla až v roce 1958. Až do roku 1958 patřila do katastrálního území Šintava a měla název Šintavské Vinohrady. Původní nejstarší část pod jménem Svatá Chrasť se zmiňuje již ve staré Zoborské listině z 11. století.
Dominantou vesnice je pozdně renesanční barokně upravený římskokatolický kostel Navštívení Panny Marie ze 17. století se vzácnými dřevěnými oltáři. Tehdy byl původní kostelík nákladem Kateřiny Eszterházy rozené Tökölyové v roce 1764 přestavěn a částečně rozšířen. V roce 1768 papež Klement XIII. udělil tomuto poutnímu místu právo získání odpustků pro všechny, kteří sem doputovali. Je to starobylé poutní místo, kde se scházela na Svatodušní pondělí procesí věřících. Kaple sv. Urbana z roku 1728 se nachází na horním konci obce.
Uprostřed stojí pěkně vybavená budova základní školy.
V katastru obce Vinohrady nad Váhom se nachází národní přírodní rezervace – původní dubový les Dubník – která je chráněna od roku 1954, kde se nachází hnízdiště výrečka malého. Les má výměru 165 ha.
Okolí láká návštěvníky výbornými podmínkami pro turistiku a vodní sporty.
Žije zde přibližně 1 700 obyvatel.